# كورت غيورغ كيزينغر
كورت غورغ كيزنغر (بالألمانية: Kurt Georg Kiesinger) سياسي ألماني (6 أبريل 1904-9 مارس 1988) تولى منصب المستشار في ألمانيا الغربية من 1 ديسمبر 1966 إلى 21 أكتوبر 1969.

## بدايات عمله السياسي ونشاطاته بفترة الحرب
ولد في إبنغن، مملكة فورتمبيرغ (اليوم بادن فورتمبيرغ)، درس الحقوق في برلين وأصبح محاميا. أصبح عضوا في الحزب النازي في فبراير 1933، بضعة أسابيع بعد تولي هتلر منصب المستشار. في عام 1940 استدعي للخدمة العسكرية وعمل في إذاعة دعائية تابعة لوزارة الخارجية، وسرعان ما رقي حتى أصبح حلقة الوصل بين وزارة الخارجية وبين وزارة الدعاوة. بعد الحرب سجن لمدة 18 شهرا.
في عام 1966، نشرت مجلة دير شبيغل على تقرير يعود تاريخه إلى 7 نوفمبر 1944 (خمسة أشهر قبل نهاية الحرب) رفع إلى هيملر ادعى أحد زملائه بكون كيزنغر طرفا في مؤامرة لإشاعة روح الانهزامية ولإعاقته عمليات ضد اليهود داخل القسم.

## صعود نجمه بعد الحرب
حين عقدت الانتخابات الأولى في الجمهورية الاتحادية عام 1949، كان كيزنغر قد انضم إلى حزب الاتحاد الديمقراطي المسيحي وفاز بمقعد في البوندستاغ، برلمان ألمانيا الغربية. عام 1951 أصبح عضوا في المجلس التنفيذي للحزب. اشتهر في تلك الفترة بقدراته البلاغية، بالإضافة إلى معرفته العميقة بقضايا السياسة الخارجية. رغم شهرته في أوساط حزب الاتحاد الديموقراطي المسيحي لكنه لم يتقدم أثناء عدة تغييرات في قيادة الحزب وبناء على ذلك قرر ترك الحياة السياسية الفدرالية والتوجه لتلك الولاياتية: عين رئيس وزراء ولاية بادن فورتمبيرغ في 17 ديسمبر 1958، وتولى هذا المنصب حتى الأول من ديسمبر 1966.

## توليه منصب المستشار وسنواته الأخيرة

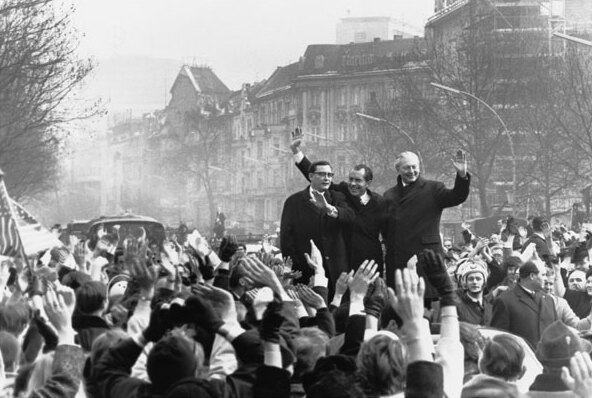
الرئيس نكسون وكورت كيزنغر يلوحان للجماهير في برلين

في عام 1966 في أعقاب انهيار ائتلاف الاتحاد الديموقراطي المسيحي الألماني/حزب الاتحاد الاجتماعي المسيحي بولاية بافاريا والحزب الديموقراطي الحر، انتخب كيزنغر ليحل محل لودفيغ إرهارت بمنصب المستشار ليرأس ائتلاف جديدا بين حزب الاتحاد الديموقراطي المسيحي الألماني/حزب الاتحاد الاجتماعي المسيحي بولاية بافاريا والحزب الديمقراطي الاشتراكي الألماني. استمرت الحكومة التي شكلها كيزنغر في الحكم مدة تقارب الثلاث سنوات شغل فيها فيلي برانت من الحزب الديمقراطي الاشتراكي الألماني منصبي نائب المستشار الاتحادي ووزير الخارجية. قام كيزنغر بخفض التوتر مع دول الكتلة السوفياتية فأقام علاقات دبلوماسية مع تشيكوسلوفاكيا ورومانيا ويوغوسلافيا ولكنه عارض أي خطوات تصالحية كبرى.
بعد الانتخابات في عام 1969، فضل الحزب الديمقراطي الاشتراكي الألماني تشكيل ائتلاف مع الحزب الديمقراطي الحر، لتختم الحكم المتواصل لحزب الاتحاد الديموقراطي المسيحي في فترة ما بعد الحرب. فخلف فيلي برانت كيزنغر بمنصب المستشار. استمر كيزنغر برئاسة الاتحاد الديموقراطي المسيحي الألماني/حزب الاتحاد الاجتماعي المسيحي بولاية بافاريا في المعارضة حتى يوليو عام 1971 وبقي عضوا في البرلمان الألماني حتى عام 1980. لم يكتمل سوى جزء واحد من مذكراته (سنوات مظلمة ومشرقة)، غطى السنوات حتى عام 1958. مات في توبنغن. عقب قداس الجناز في كنيسة القديس إبهارد في شتوتغارت، حصلت مظاهرة (حضرها طلاب في المقام الأول)للتذكير بكامل تركته وخاصة عضويته السابقة في الحزب النازي.

## روابط خارجية
- كورت غيورغ كيزينغر على موقع IMDb (الإنجليزية)
- كورت غيورغ كيزينغر على موقع الموسوعة البريطانية (الإنجليزية)
- كورت غيورغ كيزينغر على موقع مونزينجر (الألمانية)
- كورت غيورغ كيزينغر على موقع قاعدة بيانات الأفلام السويدية (السويدية)
- كورت غيورغ كيزينغر على موقع إن إن دي بي (الإنجليزية)
- كورت غيورغ كيزينغر على موقع ديسكوغز (الإنجليزية)
- كورت غيورغ كيزينغر على موقع كينوبويسك (الروسية)